# توماس ماتشاك
توماس ماتشاك (مواليد 13 أكتوبر 2000) هو لاعب تنس محترف تشيكي، أعلى تصنيف له في الفردي كان ال115 في فبراير 2022.

## روابط خارجية
- توماس ماتشاك على موقع رابطة محترفي التنس (الإنجليزية)
- توماس ماتشاك على موقع الاتحاد الدولي لكرة المضرب (الإنجليزية)
- توماس ماتشاك على موقع كأس ديفيز (الإنجليزية)
- توماس ماتشاك على موقع خلاصة التنس.كوم (الإنجليزية)
- توماس ماتشاك على موقع أوليمبيديا (الإنجليزية)
- توماس ماتشاك على موقع اللجنة الأولمبية التشيكية (التشيكية)